# Oneirodes anisacanthus
Oneirodes anisacanthus är en fiskart som först beskrevs av Regan 1925.  Oneirodes anisacanthus ingår i släktet Oneirodes och familjen Oneirodidae. Inga underarter finns listade i Catalogue of Life.